# Kvartermästare
Kvartermästare (KVM) är en svensk militär titel för befälsperson som är chef för underhållstjänsten inom ett förband. Det finns kompanikvartermästare och bataljonskvartermästare. Tidigare fanns det även regementsskvartermästare. Kvartermästare var före 1835 även en militär grad i kavalleriet.

## Regementskvartermästare
Regementskvartermästare var i den svenska armén den befattningshavare som i en krigsorganiserad regementsstab ansvarade för regementets underhållstjänst. Under början av 1900-talet och tidigare avsågs med regementskvartermästare i Sverige den officer som såväl i krig som fred förestod regementsstaben, i utländska arméer vanligen kallad regementsadjutant, under 1900-talet motsvarad av regementsstabschefen. I den brittiska armén kallas motsvarande befattning Quartermaster och besätts alltid av en kapten eller major vilken varit underofficer, vanligen regementsförvaltare.

## Bataljonkvartermästare
Bataljonskvartermästare är en svensk militär titel för befälsperson som är chef för underhållstjänsten inom en bataljon. I den brittiska armén kallas motsvarande befattning Quartermaster och besätts alltid av en kapten eller major vilken varit underofficer, vanligen regementsförvaltare.

## Kompanikvartermästare
Kompanikvartermästare är en svensk militär titel för befälsperson som är chef för underhållstjänsten inom ett kompani. Det är insatsorganisationens motsvarighet till grundorganisationens kompaniadjutant. 
I en del länders arméer finns både kompanikvartermästare och kompaniadjutanter i samma organisation. I andra är kompaniadjutanten även kompanikvartermästare. Motsvarigheten till en kompanikvartermästare kallas company quartermaster sergeant i de brittiska, kanadensiska och irländska arméerna. I den schweiziska armén kallas motsvarigheten Fourier vilken etymologiskt är samma ord som svenskans furir. I Finland sköts motsvarande befattning av kompanifältväbeln.